# 125 Greenwich Street
125 Greenwich Street, conosciuto anche come  22 Thames Street, è un grattacielo in costruzione nel distretto finanziario di New York.

## Caratteristiche
La torre sarà situata nella zona di Lower Manhattan e diventerà uno degli edifici completamente residenziali più alti della città.
Inizialmente il progetto prevedeva una torre di 413 metri e 77 piani ma venne rivisto e portato alle misure attuali.
A giugno 2016 vennero completate le fondamenta e nel 2018 cominciarono i lavori per la costruzione della facciata.
L'edificio sorgerà a poca distanza dal One World Trade Center e di fronte al sito del vecchio Deutsche Bank Building (demolito nel 2011) dove sorgerà il Five World Trade Center.